# 神戸次郎
神戸 次郎（かんべ じろう、旧暦 慶応4年4月13日（新暦 1868年5月5日） - 1933年〈昭和8年〉9月30日）は、日本の陸軍軍人。最終階級は陸軍少将。位階勲等功級は従四位勲三等功四級。陸士1期。現在の山形県鶴岡市出身。

## 経歴
旧暦 慶応4年4月13日、出羽国 庄内藩 近習頭取 神戸善十郎（諱：義方）の次男として、鶴岡城下（現・鶴岡市）に生れる。
1887年（明治20年）に陸軍士官学校に入校し、1890年（明治23年）7月26日に卒業した（陸士1期、歩兵科）、ちなみに 1890年（明治23年）7月29日の官報によると、陸軍士官学校第1期を歩兵科47番/103名で卒業している。
1891年（明治24年）3月26日、陸軍少尉。日露戦争中、第二師団歩兵第四連隊第二大隊長として歴戦し、連隊長代理も務める。
1914年（大正3年）5月11日、陸軍大佐・福島連隊区司令官。1915年（大正4年）8月10日、歩兵第41連隊長。1918年（大正7年）7月24日、陸軍少将・歩兵第二十旅団長。1919年（大正8年）1月15日、歩兵第六旅団長。1920年（大正9年）8月10日、第九師団司令部付のシベリア出兵中留守隊司令官。
1922年（大正11年）11月14日、待命。1923年（大正12年）3月23日、予備役。1931年（昭和6年）4月1日、退役。
1933年（昭和8年）9月30日、永眠す。享年66。同年10月4日、金沢市に於いて葬送に付き、勅使の山口安憲石川県知事より幣帛を下賜される。
没後、墓碑には同郷鶴岡出身の農学者加藤茂苞と国文学者堀維孝の共撰で「神戸次郎之墓」と記された。

## 栄典

### 位階
- 1892年（明治25年）2月3日 - 正八位[8]
- 1894年（明治27年）12月18日 - 従七位[9]
- 1898年（明治31年）12月22日 - 正七位[10]
- 1915年（明治37年）3月18日 - 従六位[11]
- 1909年（明治42年）3月1日 - 正六位[12]
- 1914年（大正3年）4月30日 - 従五位[13]
- 1918年（大正7年）8月30日 - 正五位[14]
- 1923年（大正12年）4月20日 - 従四位[15]

### 勲章等
- 1896年（明治29年）5月25日 - 勲六等単光旭日章[16]
- 1903年（明治36年）5月16日 - 勲五等瑞宝章[17]
- 1906年（明治39年）4月1日 - 勲四等旭日小綬章・功四級金鵄勲章・明治三十七八年従軍記章[18]
- 1912年（大正元年）8月1日 - 韓国併合記念章[19]
- 1914年（大正3年）5月16日 - 勲三等瑞宝章[20]